# Сарата (притока Білого Черемошу)
Сара́та — річка в Українських Карпатах, у південній частині Путильського району Чернівецької області. Права притока Білого Черемошу (басейн Дунаю). 

## Опис
Довжина Сарати бл 15 км, площа басейну 72,4 км². Похил річки 25 м/км. Долина V-подібна, у верхів'ях — ущелиноподібна. Річище порожисте. Нерідко бувають паводки, інколи руйнівні. 

## Розташування
Головні витоки Сарати розташовані на південних схилах хребта Томнатикул (Яловичорські гори), і на південний захід від перевалу Семенчук (на території Румунії). Тече спершу на захід, у межах села Сарати і далі — на північний захід, між хребтами Чорний Діл (на південному заході) та Яровець (на північному сході). У гирлі зливається з річкою Перкалабою, даючи початок Білому Черемошу. Сарата є правим витоком Білого Черемошу, Перкалаб — лівим. Частина приток Сарати беруть свій початок на території Румунії.
- Походження назви тлумачать від фракійського сар, сара, тобто «потік, річка, струмок, джерело».